# 楊作楫
杨作楫（1582年—？），字夢符，號漱石，四川潼川州蓬溪县人，明朝政治人物。

## 生平
万历三十一年（1603年）癸卯科四川乡试举人，三十五年（1607年）丁未科進士，都察院觀政，三十六年授山西闻喜县知县，四十一年升礼部主事，四十七年升员外，四十八年升江西参政，天启元年丁憂，四年補山西参政，五年丁憂，崇祯元年補山西参政，己巳加按察使，三年升山东右布政，四年调本省督粮道。

## 家族
曾祖杨春翔。祖父杨玙，训导。父杨其清。母杨氏，継母崔氏。重庆下。兄作舟。弟作楷、作梁、作楹、作栻。